# ХК 36 Скалица
ХК 36 Скалица (слч. Hokejový Klub 36 Skalica) професионални је словачки клуб хокеја на леду из града Скалицеја. Тренутно се такмичи у елитној хокејашкој Екстралиги Словачке (чијим делом је од сезоне 1997/98). Највећи успех у историји клуб је остварио у сезони 2008/09. када је у финалу домаћег плејофа поражен од Кошица укупним резултатом 2:4.
Своје домаће утакмице клуб игра у леденој дворани Скалица капацитета око 4.100 седећих места.

## Историјат
Клуб је основан 1936. под именом Сокол Текла под којим се такмичио све до 1947. године, а током историје у неколико наврата је мењао име (Татран, ЗВЛ). Први велики успех остварен је у сезони 1973/74. када је клуб успео да се пласира у тадашњу Прву националну лигу Словачке, у то време друголигашко чехословачко такмичење. У првој сезони у том такмичењу екипа је освојила 6. место, а највећи успеси остварени су у сезонама 1976/77. и 1977/78. када је освојено 4. место. Тим је у поменутом рангу такмичења учествовао непрекидно до 1989. године.
Након распада Чехословачке 1993. Скалица постаје делом Словачке прве лиге, а у исто време добија и садашњи назив ХК 36. Након три неуспешна покушаја да се пласира у највиши ранг домаћег такмичења Екстралигу, екипа Скалице је у сезони 1996/97. освојила друго место у Првој лиги и изборила по први пут у својој историји пласман у највиши ранг такмичења.
Од прве сезоне у најјачем рангу такмичења (сезона 1997/98), екипа Скалице само у два наврата није успевала да избори пласман у плејоф (у сезонама 1999/00. и 2004/05), а највећи успех остварен је у сезони 
2008/09. током које је екипа догурала до финала националног плејофа. Лигашки део те сезоне Скалица је завршила на трећем месту на табели, а потом су редом „падали“ Дукла са 4:0 у четвртфиналу плејофа и Слован са 4:3. У великом финалу екипа је поражена од тима Кошица укупним резултатом 4:2 у победама.
Словачка екстралига
- Финалисти плејофа (сребрна медаља): 2008/09
- Треће место и бронзана медаља: 1998/99; 2007/08.

## Познати играчи
| - Жигмунд Палфи | - Тибор Вишњовски | - Јурај Микуш |